# Chiến thuật kỵ binh
Chiến thuật kỵ binh là một loại chiến thuật quân sự của lực lượng kỵ binh với tính năng cơ động cao, tác chiến nhanh. Đây là lực lượng cơ động trong chiến tranh trên bộ suốt thời gian dài trong lịch sử chiến tranh, trước khi có sự xuất hiện và thay thế của các phương tiện cơ giới hiện đại.

## Tính năng
Ưu điểm của kỵ binh so với bộ binh và pháo binh là di chuyển nhanh, có thể triển khai đánh nhanh, và rút lui nhanh chóng, bao gồm cơ động trong việc triển khai đội hình, hay thay đổi linh hoạt vị trí cánh chiến đấu trên chiến trường. Cũng như thực hiện các cuộc đột kích nhanh vào đội hình hay hậu phương quân đối phương.
Việc sử dụng cho nhu cầu chiến tranh sớm hoàn thiện khả năng tổ chức các đơn vị kỵ binh. Lịch sử liên tục trong sử dụng kỵ binh cho chiến tranh đã phát triển các chiến thuật kỵ binh, qua đó góp phần thúc đẩy tính hiệu quả tác chiến của loại quân này. Phương pháp, cách thức tác chiến khiến kỵ binh trở thành một lực lượng nguy hiểm trên chiến trường.

## Lịch sử
Kỵ binh đã được sử dụng từ sớm trong lịch sử chiến tranh, ngay trong thời kỳ cổ đại, kỵ binh là một lực lượng quan trọng, do tính năng tốn kém của nó, đây là đạo quân thường bao gồm các thành phần quý tộc. Chiến thuật kỵ binh ban đầu thường giản đơn, chủ yếu là đánh sáp lá cà với việc sử dụng các đơn vị kỵ binh nặng. Do đó tính tác chiến cơ động không được nhấn mạnh và kỵ binh ban đầu thường mang giáp nặng, cũng như vũ khí chủ yếu là thương dài. Trận Agincourt vào năm 1415 giữa Pháp và Anh đã tạo ra bước ngoặt của kỵ binh, các lực lượng kỵ binh Pháp với thương dài bị đánh bại bởi các đội cung thủ Anh, từ đó làm suy yếu tầm quan trọng của kỵ binh nặng, thúc đẩy thay đổi và phát triển sử dụng kỵ binh. Điều này xảy ra tương tự ở châu Á, khi các cung thủ cưỡi ngựa, khiến kỵ binh giáp nặng chiến đấu chủ yếu bởi kiếm và thương càng thất thế. Đến khi có sự sử dụng của pháo thần công, kỵ binh nặng càng dễ tổn thương trước hỏa lực của pháo binh, đòi hỏi gia tăng tính năng cơ động, vì vậy kỵ binh nhẹ được ưa chuộng trong tác chiến hơn.
Các dân tộc du mục của thảo nguyên châu Á với đặc điểm đời sống du mục, tính vận động cao, đã phát triển khả năng chiến đấu kỵ binh thường là kỵ binh nhẹ, khác nhiều so với việc sử dụng kỵ binh nặng của các dân tộc định cư. Quân đội của dân tộc du mục thường chủ yếu là kỵ binh, vì thế tác chiến hoàn toàn độc lập hầu như không có sự kết hợp lực lượng bộ binh và các lực lượng khác, do không có hỗ trợ nên họ hoạt động cơ động với mức tối đa. Người Mông Cổ được xem là bậc thầy trong chiến tranh kỵ binh, họ đã hoàn thiện khả năng chiến đấu trên lưng ngựa.
Người Ả Rập vào thế kỷ 7 đã sử dụng kỵ binh không chỉ ngựa mà bao gồm lạc đà, thực hiện các cuộc tấn công nhanh và khi rơi vào tình thế bất lợi sẽ chạy nhanh vào sa mạc để lẩn trốn, với khả năng di chuyển và chịu khát trên sa mạc, kỵ binh lạc đà đã chiến đấu hiệu quả khi tấn công nhanh và rút lui nhanh, góp phần vào sự mở rộng của đế quốc Ả Rập.
Trong thế kỷ 7 và 8, kỵ binh Scythia là lực lượng đầu tiên sử dụng cung tổng hợp, họ chiến đấu theo chiến thuật đánh và chạy. Sau khi tấn công mạnh vào bộ binh và kỵ binh nặng của đối phương bằng các đợt bắn tên, họ mau chóng tháo chạy vào thảo nguyên Nội Á.
Cho đến Thế chiến II quân đội Đức, Nhật, Liên Xô,...vẫn sử dụng ngựa trong quân đội. Liên Xô có các lực lượng kỵ binh quy mô lớn cấp sư đoàn.

## Chiến thuật
Các chiến thuật kỵ binh không đơn thuần là chiến thuật có tính năng của riêng lực lượng kỵ binh, như trường hợp chiến thuật Xe ngựa. Các chiến thuật là sự tổng hòa của nhiều chiến thuật khác nhau tạo thành. Chiến thuật kỵ binh bắn cung kiểu Parthia (vừa chạy vừa bắn) có thể sử dụng đơn trong trận chiến, nhưng có thể sử dụng kết hợp vừa chạy vừa bắn với chiến thuật giả vờ rút lui, dẫn dụ quân đối phương vào điểm chọn sẵn để đánh chiến thuật phục kích, có thể do bộ binh giải quyết, về sau vai trò đón đánh trong trận phục kích thường là pháo binh. Kỵ binh như thế sử dụng với vai trò phụ trong khi bộ binh và pháo binh là lực lượng chính nghiền nát quân đối phương.
Kỵ binh có thể sử dụng chiến thuật đột kích sâu vào đội hình hay hậu phương quân thù để thực hiện một cuộc tấn công vào một mục tiêu chiến thuật, sau đó rút lui. Việc sử dụng kỵ binh để đánh du kích trên tiền tuyến hay đánh quấy rối hậu phương cũng vô cùng hiệu quả vì kỵ binh có thể chạy rất nhanh khi thấy có dấu hiệu quân địch tăng cường đến.
Các trường hợp đánh nghi binh sử dụng kỵ binh sẽ cơ động hơn, khi lừa được quân đối phương có thể dẫn kỵ binh tiếp tục đánh nghi binh liên tục ở điểm khác.
Khi quy mô chiến tranh càng lớn, với sự sử dụng quân số lớn, lên đến hàng ngàn thậm chí hàng chục ngàn trong một trận đánh. Kỵ binh không chỉ tác chiến đơn độc, nhu cầu tổ chức chiến đấu cùng lực lượng khác (bộ, pháo) và đội hình khiến tính chiến thuật được nhấn mạnh. Kỵ binh chú trọng hơn tính cơ động và chiến đấu theo lực lượng kết hợp. Kỵ binh do ưu điểm cơ động, thường được sử dụng đánh tập hậu sau lưng quân đối phương trong trận chiến, hoặc đánh tạt sườn bên cánh trái hoặc cánh phải quân đối phương để phá vỡ hoặc dồn ép đội hình bộ binh quân thù.
Như thế, chiến thuật kỵ binh liên quan không chỉ là chiến thuật riêng biệt của kỵ binh như chiến thuật Xe ngựa bởi tính năng phương tiện, sóng biển theo tính năng đội hình, hay vừa chạy vừa bắn bởi tính năng cơ động. Mà chiến thuật kỵ binh còn liên quan sự kết hợp nhiều chiến thuật khác, sử dụng những chiến thuật chung trong quân sự mà bất kỳ loại quân nào cũng có thể tác chiến, như bộ binh và pháo binh.
Sự phát triển của các phương tiện cơ giới như xe cộ khiến kỵ binh không còn sử dụng. Ngoài ra còn có các loại máy bay với khả năng di chuyển và triển khai tác chiến nhanh. Quân đội Mỹ đã phát triển các lực lượng cơ động hàng không được ví von là "kỵ binh bay" như trong thời kỳ chiến tranh Việt Nam. Khi phương tiện chiến đấu của người lính thay đổi, cách thức chiến đấu cũng thay đổi theo.

## Chiến thuật chống tượng binh
Có một lối đánh kỵ binh (tương tự môn thể thao Tent pegging) với việc sử dụng thanh kiếm và cây thương để chống lại tượng binh. Kỵ binh khi tấn công sẽ di chuyển thật nhanh, dùng kiếm hay thương đâm vào chân voi để gây đau đớn, không còn có thể kiểm soát và voi sẽ lật người quản tượng rồi điên tiết chạy đi. Các đội kỵ binh nhẹ thì sử dụng cung tên để bắn vào chân voi. Lối đánh này được xem là có nguồn gốc từ Ấn Độ, tuy nhiên, liệu lối đánh này có phải là kỹ năng chung của kỵ binh hay chỉ là hành động trong tình huống chiến đấu cụ thể vẫn chưa rõ. Có rất ít tư liệu lịch sử đề cập đến việc sử dụng kỵ binh với chiến thuật này.